# Удар по лагерю российских солдат в Макеевке
Удар по лагерю российских солдат в Макеевке Донецкой области был нанесён Вооружёнными силами Украины (ВСУ) в новогоднюю ночь 31 декабря 2022 года. Лагерь располагался в здании бывшего ПТУ № 19 на окраине города. В результате попадания ракет РСЗО HIMARS сдетонировали боеприпасы, размещённые в одном здании с кадровыми военными и мобилизованными. Погибло не менее 142 военнослужащих. Удар был нанесён на фоне очередной российской волны ракетных обстрелов украинских городов. 
Удар в Макеевке стал крупнейшей единоразовой потерей российских войск, которую признало Минобороны РФ с начала вторжения. Инцидент ярко проявил проблемы в системе управления Минобороны, и отношение военного и политического руководства России к личному составу.

## Обстоятельства
В районе полуночи (с 31 декабря 2022 на 1 января 2023) по московскому времени ВСУ нанесли удар по зданию профтехучилища № 19 на Кремлёвской улице в контролируемой российскими войсками Макеевке Донецкой области. От линии фронта до здания 14 км. По данным Минобороны РФ, по зданию было выпущено шесть реактивных снарядов из РСЗО HIMARS, четыре ракеты достигли цели. Украинская сторона не уточнила вид оружия. Удары вызвали детонацию боеприпасов, складированных в ПТУ, что привело к полному разрушению здания и гибели большого числа военнослужащих. Также была уничтожена военная техника, размещённая рядом с ПТУ.
На момент удара в здании находились мобилизованные, приписанные к 44-му и 45-му полкам 2-й гвардейской общевойсковой армии, со штабом в Самаре. Также, по данным украинских журналистов, цитирующих информацию Страткома ВСУ, в здании были военные 20-го отряда специального назначения ВВ Приволжского военного округа ВС РФ, 360-го учебного полка связи Внутренних войск МВД РФ (в/ч 5204) и 631-го регионального учебного Центра боевой подготовки ракетных войск и артиллерии ВС РФ. По данным канала «ЧВК-ОГПУ», там ещё был 1444-й мотострелковый полк (территориальных войск) Центрального военного округа, а среди пострадавших были как мобилизованные, так и кадровые военнослужащие, в том числе из Росгвардии и из СОБРа.
Часть старшего командного состава, включая и командира полка полковника Еникеева (до мобилизации работал в министерстве транспорта и автомобильных дорог Самарской области), в момент удара на месте отсутствовала.

## Дальнейшие события
1 января Управление стратегических коммуникаций Вооружённых сил Украины заявило, что в результате удара погибли 400 человек и были ранены ещё 300. Российские военные корреспонденты сообщили о «сотнях» погибших, но точное число жертв оставалось неизвестным из-за продолжающихся разборов завалов.
2 января Минобороны РФ сообщило о 63 погибших, а 3 января официально признало гибель 89 человек, среди которых был заместитель командира полка подполковник Бачурин, но не предоставило списки погибших и раненых. Удар по Макеевке стал самой крупной единовременной потерей российской армии в ходе вторжения на Украину, официально признанной Минобороны.
Большинство пострадавших были мобилизованными из Самарской области. Губернатор региона Дмитрий Азаров подтвердил эту информацию. 3 января в нескольких городах области — Тольятти, Новокуйбышевске и Сызрани — прошли траурные митинги. Выжившие, по словам родственников, остались без еды, вещей, лекарств и денег. В группе самарских мобилизованных объявили срочный сбор вещей для выживших. Прокремлёвская журналистка Анастасия Кашеварова сообщила, что уцелевших, которых «приблизительно 216 человек», хотели «направить на передовую или ещё куда с глаз подальше». Одна из родственниц выжившего мобилизованного заявила, что мужчин «хотят списать как ненужных свидетелей». Приехавшая в Самару репортёр «Новой газеты» дважды оказалась в отделении полиции: за попытку съёмки на митинге, где от властей требовали объявить траур, а затем за «незаконное интервьюирование граждан».
Известно, что раненых доставляли в военный госпиталь в Ростове-на-Дону, где их 4 января посетил губернатор Самарской области Дмитрий Азаров. В тот же день он заявил, что 60—70 раненых будут направлены в госпиталь Самары.
4 января издание «Вёрстка» привело слова одного из мобилизованных, участвовавших в разборе завалов. По его словам, погибли около 200 человек, около 150 были ранены.
Блогер Борис Рожин заявил, что президент Владимир Путин поручил расследовать случившееся до 6 января. Однако данных о расследовании или наказании ответственных за размещение мобилизованных в здании ПТУ № 19 по состоянию на 30 января не было.
Была опубликована петиция с требованием опубликовать список погибших в Макеевке, за неделю её подписали почти 50 тыс. человек. 9 января военный комиссар Самарской области Алексей Вдовин заявил, что список погибших в Макеевке публиковаться не будет, объяснив это тем, что им «могут воспользоваться иностранные разведки».

### «Медийная операция возмездия»
3 января заместитель начальника Главного военно-политического управления ВС РФ генерал-лейтенант Сергей Севрюков заявил, что ответным огнём была уничтожена установка HIMARS. Независимых подтверждений этой информации нет, а СМИ отметили, что Минобороны России к 3 января заявило об уничтожении 27 установок HIMARS, в то время как фактически Украине были поставлены всего 20 установок.
8 января представитель Минобороны РФ Игорь Конашенков заявил об «операции возмездия», утверждая, что в результате удара по двум общежитиям в Краматорске погибло более 600 из 1,3 тысячи находившихся там украинских военных. Спикер восточной группировки ВСУ Сергей Череватый опроверг эту информацию. В правдивости заявления Конашенкова усомнились даже прокремлёвские каналы. В частности, «Военный осведомитель» назвал заявление МО РФ «очковтирательством» и «медийной операцией возмездия». На фото и видео было видно, что прямых попаданий в здания не было, лишь выбило окна в одном из них. Журналисты международного информагентства Reuters, американского телеканала CNN и финской телерадиокомпании Yle не нашли никаких признаков гибели или проживания в этом месте украинских военных.

## Реакции и оценки
Официальная версия России объясняет удар «массовым использованием личным составом мобильных телефонов». Согласно этой версии, Украина с помощью разведывательного комплекса ECHELON смогла засечь использование телефонов мобилизованными, идентифицировать их точное местоположение и активность. Независимые эксперты, прокремлёвские журналисты и военкоры назвали другими причинами значительных потерь скученное размещение личного состава, близость военных к складу боеприпасов, координацию атаки местными жителями, а также плохую работу российской разведки и системы ПВО. Институт изучения войны считает, что Минобороны РФ пытается переложить вину за потери в Макеевке на представителей ДНР и самих мобилизованных. Британская разведка полагает, что огромные потери обусловлены непрофессионализмом российской армии и небезопасным хранением боеприпасов, и оценивает, что вероятно более 300 военных погибли или пропали без вести.
Газета The New York Times процитировала директора по российским исследованиям исследовательского института CNA в США Майкла Кофмана, который считает, что ВСУ поменяли тактику и стали применять HIMARS для ударов по большим скоплениям российских военных, а не по складам.
7 января ВСУ нанесли удар из РСЗО HIMARS по ДК «Холодная балка», в котором в ту же новогоднюю ночь располагались 2-й и 3-й батальоны 1444-го полка. Военнослужащие к тому моменту покинули здание, но было утрачено материально-техническое обеспечение
Впоследствии стало известно, что весь 1444-й полк был расформирован, а личный состав распределён между несколькими полками и бригадами.

## Расследование
Удалось установить имена погибших военных:
- Conflict Intelligence Team — 133 человека к 28 февраля[5].
- русская служба Би-би-си — 139 человек к 17 марта[4], из которых не менее 107 были мобилизованными[40].
- «Idel.Реалии» — 142 человека к 20 апреля 2023 года[3] (из которых по крайней мере 139 — выходцы из Самарской области и 1 — из Уфы)[38].

Инцидент в Макеевке ярко проявил проблемы, присущие системе управления МО РФ, и отношение командования к личному составу. Самарские мобилизованные погибли спустя неделю после отправки на фронт, даже не успев принять участия в боевых действиях, причём вина за их гибель была возложена на самих погибших.
Общественный резонанс по поводу этих событий оголил множество проблем, связанных как с проведением мобилизации, так и с функционированием военного министерства в целом. В их числе:
- отсутствие компетентного командования,
- проблемы со связью внутри и между подразделениями,
- вопросы снабжения подразделений и качества их медицинского обеспечения,
- систематическую ложь и сокрытие информации, практикуемые на всех уровнях управления вооружёнными силами.

Удар по лагерю в Макеевке является типичным примером происходящего на этой войне с российскими военнослужащими. Это не разовое стечение обстоятельств, а логичное следствие практик, применяемых Минобороны РФ. CIT предполагает, что МО РФ намеренно затягивает процесс опознания и растягивая во времени выдачу тел погибших, чтобы избежать повышенного внимания к событию в Макеевке в целом и к реальному количеству погибших в частности.